# Olympische Sommerspiele 1952/Leichtathletik – 4 × 400 m (Männer)

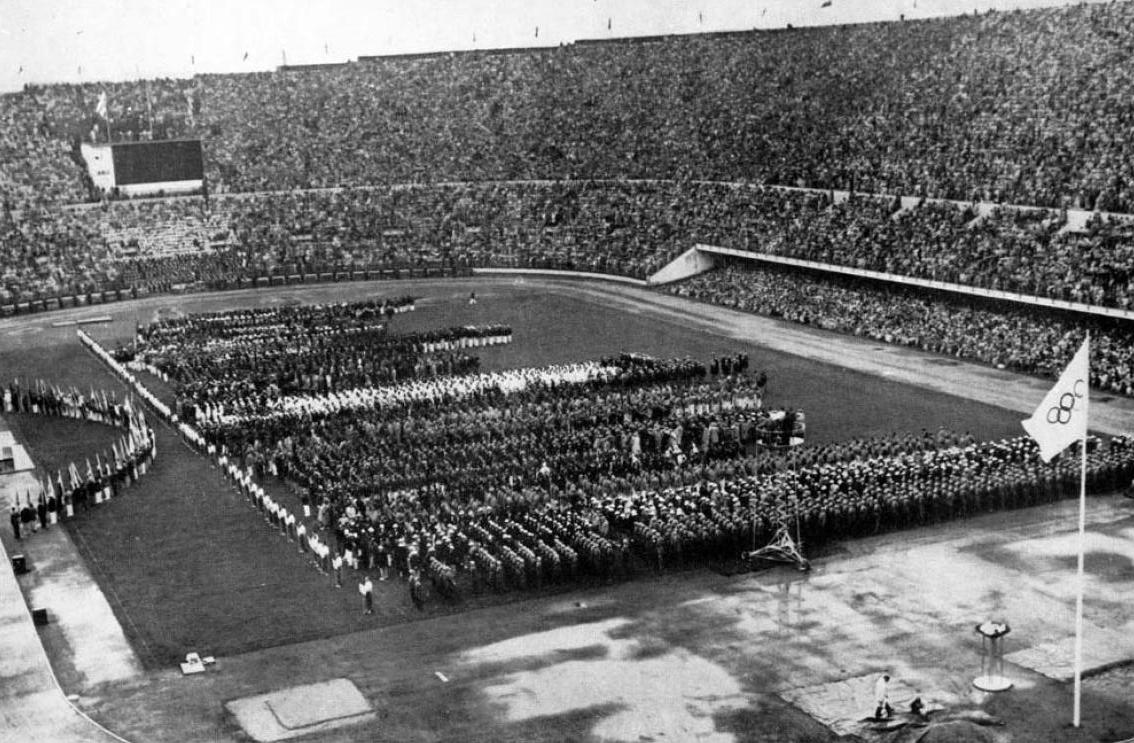
Eröffnungsfeier bei den Olympischen Spielen in Helsinki

Die 4-mal-400-Meter-Staffel der Männer bei den Olympischen Spielen 1952 in Helsinki wurde am 26. und 27. Juli 1952 im Olympiastadion in Helsinki ausgetragen. Achtzehn Staffeln mit 72 Athleten nahmen teil.
Die Goldmedaille gewann die jamaikanische Staffel mit Arthur Wint, Leslie Laing, Herb McKenley und George Rhoden in neuer Weltrekordzeit.
Den zweiten Platz erreichte die US-amerikanische Mannschaft (Ollie Matson, Gene Cole, Charles Moore, Mal Whitfield).
Bronze ging an die BR Deutschland in der Besetzung Günther Steines, Hans Geister, Heinz Ulzheimer und Karl-Friedrich Haas.

## Rekorde

### Bestehende Rekorde
| Weltrekord         | 3:08,2 min | USA (Ivan Fuqua, Edgar Ablowich, Karl Warner, Bill Carr) | Finale OS Los Angeles, USA | 7. August 1932 |
| Olympischer Rekord | 3:08,2 min | USA (Ivan Fuqua, Edgar Ablowich, Karl Warner, Bill Carr) | Finale OS Los Angeles, USA | 7. August 1932 |

### Rekordverbesserung
Die siegreiche Staffel aus Jamaika verbesserte den bestehenden Olympia-, gleichzeitig Weltrekord, im Finale am 27. Juli in der Besetzung Arthur Wint, Leslie Laing, Herb McKenley und George Rhoden um 4,3 Sekunden auf 3:03,9 min.

## Durchführung des Wettbewerbs
Die Staffeln traten am 26. Juli zu drei Vorläufen an. Die jeweils zwei besten Mannschaften – hellblau unterlegt – qualifizierten sich für das Finale am 27. Juli.

## Zeitplan
26. Juli, 15:45 Uhr: Vorläufe

27. Juli, 17:20 Uhr: Finale

## Vorläufe
Datum: 26. Juli 1952, ab 15:45 Uhr

### Vorlauf 1
| Platz | Staffel    | Besetzung                                                               | Offizielle Zeit handgestoppt | Inoffizielle Zeit elektronisch |
| ----- | ---------- | ----------------------------------------------------------------------- | ---------------------------- | ------------------------------ |
| 1     | Jamaika    | Herb McKenley Leslie Laing Arthur Wint George Rhoden                    | 3:12,1 min                   | 3:12,13 min                    |
| 2     | Frankreich | Jean-Pierre Goudeau Robert Bart Jacques Degats Jean-Paul Martin du Gard | 3:12,6 min                   | 3:12,72 min                    |
| 3     | Schweden   | Gösta Brännström Tage Ekfeldt Rune Larsson Lars-Erik Wolfbrandt         | 3:13,4 min                   | 3:13,55 min                    |
| 4     | Belgien    | Albert Lowagie Antoine Uyterhoeven Roger Moens Fernand Linssen          | 3:15,8 min                   | 3:16,05 min                    |
| 5     | Luxemburg  | Roby Schaeffer Jean Hamilius Fred Hammer Gérard Rasquin                 | 3:16,2 min                   | 3:16,38 min                    |
| 6     | Finnland   | Pauli Tavisalo Ossi Mildh Ragnar Graeffe Rolf Back                      | 3:16,4 min                   | 3:16,67 min                    |
| 7     | Japan      | Junkichi Matoba Eitaro Okano Hiroshi Yamamoto Yoshitaka Muroya          | 3:20,3 min                   | 3:20,55 min                    |

### Vorlauf 2
| Platz | Staffel        | Besetzung                                                       | Offizielle Zeit handgestoppt | Inoffizielle Zeit elektronisch |
| ----- | -------------- | --------------------------------------------------------------- | ---------------------------- | ------------------------------ |
| 1     | USA            | Ollie Matson Gene Cole Charles Moore Mal Whitfield              | 3:11,5 min                   | 3:12,13 min                    |
| 2     | Großbritannien | Leslie Lewis Alan Dick Terry Higgins Nick Stacey                | 3:12,5 min                   | 3:12,67 min                    |
| 3     | Ungarn         | Ferenc Bánhalmi Lajos Szentgáli Egon Solymossy Zoltán Adamik    | 3:13,8 min                   | 3:13,96 min                    |
| 4     | Italien        | Baldassare Porto Gianni Rocca Luigi Grossi Armando Filiput      | 3:15,2 min                   | 3:15,23 min                    |
| 5     | Schweiz        | Hans Ernst Schneider Josef Steger Paul Stalder Ernst von Gunten | 3:15,4 min                   | 3:15,36 min                    |
| 6     | Pakistan       | Abdul Rehman Muhammad Shafi Mirza Khan Aurang Zeb               | 3:23,2 min                   | k. A.                          |

### Vorlauf 3
| Platz | Staffel               | Besetzung                                                        | Offizielle Zeit handgestoppt | Inoffizielle Zeit elektronisch |
| ----- | --------------------- | ---------------------------------------------------------------- | ---------------------------- | ------------------------------ |
| 1     | BR Deutschland        | Günther Steines Hans Geister Heinz Ulzheimer Karl-Friedrich Haas | 3:10,5 min                   | 3:10,57 min                    |
| 2     | Kanada                | Doug Clement Jack Hutchins Jack Carroll James Lavery             | 3:11,2 min                   | 3:11,49 min                    |
| 3     | Sowjetunion           | Ardalion Ignatijew Gennadij Slepnjow Edmunds Pīlāgs Juri Litujew | 3:12,5 min                   | 3:12,65 min                    |
| 4     | Südafrikanische Union | Louis van Biljon Ron Wilkie John Anderton Bill Chivell           | 3:14,8 min                   | 3:15,09 min                    |
| 5     | Australien            | Ray Weinberg Morris Curotta Ken Doubleday Edwin Carr             | 3:15,8 min                   | 3:16,00 min                    |

## Finale
Datum: 27. Juli 1952, 17:20 Uhr
| Platz | Staffel        | Besetzung                                                               | Offizielle Zeit handgestoppt | Inoffizielle Zeit elektronisch |
| ----- | -------------- | ----------------------------------------------------------------------- | ---------------------------- | ------------------------------ |
| 1     | Jamaika        | Arthur Wint Leslie Laing Herb McKenley George Rhoden                    | 3:03,9 min WR                | 3:04,04 min                    |
| 2     | USA            | Ollie Matson Gene Cole Charles Moore Mal Whitfield                      | 3:04,0 min                   | 3:04,21 min                    |
| 3     | BR Deutschland | Hans Geister Günther Steines Heinz Ulzheimer Karl-Friedrich Haas        | 3:06,6 min                   | 3:06,78 min                    |
| 4     | Kanada         | Doug Clement Jack Hutchins Jack Carroll James Lavery                    | 3:09,3 min                   | 3:09,37 min                    |
| 5     | Großbritannien | Leslie Lewis Alan Dick Terry Higgins Nick Stacey                        | 3:10,0 min                   | 3:10,23 min                    |
| 6     | Frankreich     | Jean-Pierre Goudeau Robert Bart Jacques Degats Jean-Paul Martin du Gard | 3:10,1 min                   | 3:10,33 min                    |

Das im Finale mit Spannung erwartete Duell hieß Jamaika gegen die USA. Die jamaikanische Staffel war mit drei absoluten Topläufern besetzt: Arthur Wint – Gold über 400 Meter 1948, Silber über 800 Meter 1948 und 1952 –, Herb McKenley – Silber über 400 Meter 1948 und 1952 – und George Rhoden – Gold über 400 Meter 1952. Schwachpunkt war Leslie Laing. Das US-Team war gleichmäßiger besetzt, aber nicht so hochkarätig wie die Staffel Jamaikas.
Die USA hatten durch Ollie Matson (inoffiziell 46,7 s) einen besseren Start, Wint blieb eine Zehntelsekunde hinter ihm. Auf der zweiten Runde vergrößerte Gene Cole (45,5 s) den Vorsprung, Jamaika mit Laing (47,0 s) lag mehr als zehn Meter zurück. McKenley jedoch egalisierte den Rückstand durch die bis dahin schnellste in einer Staffel jemals gelaufene Zeit – inoffiziell 44,6 s gegenüber 46,3 s des Olympiasiegers über 400 Meter Hürden Charles Moore. Beim Einläuten der letzten vierhundert Meter lagen die Jamaikaner nun in Führung. Auf dieser letzten Runde gab es das Duell Rhoden (45,5 s) gegen Mal Whitfield, Olympiasieger über 800 Meter (45,5 s). Der US-Athlet lief erstaunlich stark, griff Rhoden auf den letzten fünfzig Metern sogar ein paarmal an, kam jedoch nicht vorbei. So siegte Jamaikas Staffel und pulverisierte den Weltrekord mit einer Verbesserung um über vier Sekunden. Die US-Staffel war nur eine Zehntelsekunde langsamer. Auch das deutsche Team hielt sich hervorragend und gewann mit neuem Europarekord die Bronzemedaille.
Wegen eines kleinen Malheurs vor dem Start hatte die deutsche Staffel die Reihenfolge tauschen müssen. Der eigentlich als Startläufer vorgesehene Günther Steines hatte beim Ausziehen der Trainingshose mit Erschrecken bemerkt, dass er vergessen hatte, eine Sporthose anzuziehen. So lief Hans Geister als Erster, während für Steines in aller Eile eine Hose organisiert wurde. Das ging so schnell, dass er schon als zweiter Starter laufen konnte.
Sowohl die US-Staffel als auch die drittplatzierte deutsche Mannschaft blieben ebenfalls noch unter der alten Weltrekordmarke.
Für Jamaika war es die erste Medaille in dieser Staffel.

## Video
- Jamaica's Heroes Win 4x400m Relay Gold - Helsinki 1952 Olympics, youtube.com, abgerufen am 2. August 2021